# Малкият Мук
„Малкият Мук“ (на немски: Die Geschichte vom kleinen Muck) е разказ-приказка на писателя Вилхелм Хауф, включена в сборника „Керванът“, публикуван през 1826 година.

## Сюжет
Внимание:  Текстът по-долу разкрива сюжета на произведението (или части от него)!
Малкият Мук (който се казва Микра) е роден в град Никея в бедно семейство. Той не расте нормално, както другите деца, така че възраст от шестнадесет години по телосложение прилича на дете. След смъртта на баща му злите му роднини го изгонват от къщата, и той успява да стане слуга на една много странна стара жена, г-жа Ахавзи. Тя обожава кучета и котки, затова Малкият Мук през целия ден е длъжен да храни, пои и обгрижва домашните любимци на г-жа Ахавзи. Мук е щастлив, но скоро се случва беда. Малкият Мук счупва скъпоценен буркан, и решава да избяга, иначе старицата просто ще го набие на смърт. Той обува някакви големи стари чехли, грабва стара тояжка с лъвска глава и хуква да бяга. Но тогава се случва чудо! Краката му понасят от само себе си, и той разбира, че цялата работа е в чехлите, които са магически. Мук нарежда на чехлите да спрат, но как да ги управлява, уви, не знае. Но тогава вижда едно от кучетата на госпожа Ахавзи, което му проговаря с човешки глас и му каза, че е необходимо три пъти да се завърти на пета, и магическите чехли ще пренесат своя собственик, където той пожелае. Да, и тояжката също се оказва магическа! Там, където има заровено съкровище от злато, тя ще тропне три пъти на земята, където е сребърно – два пъти.
Доволният Мук решава да стане бързоходец на царя. Първоначално всички се подиграват на Мук, но благодарение на вълшебните си чехли Мук може буквално да лети, бързо предавайки съобщенията на царя. Мук става главен бързоходец, и веднъж, когато се разхожда в градината, магическа тояжка изскача от ръцете и три пъти чука на земята! Мук намира скъпоценно съкровище, заровено някога от бащата на настоящия крал. Уви, Мук използва намереното богатството много глупаво. Той започва да пилее пари, да ги харчи за всякакви глупости, и скоро по доноси на злите придворни кралят арестува Мук в непосредствена близост до мястото, където е бил заровено съкровището, и го тиква в затвора. Опитвайки се да спаси живота си, Малкият Мук разказва на царя за магическата тояжка, и за своите вълшебни обувки. Алчният цар незабавно присвоява съкровищата за себе си, а Малкият Мук изгонва от страната.
Проклинайки глупостта си, Малкият Мук дълго скитал, докато накрая се озовал в гората. Той е бил много гладен и хапнал плодове от едно смокиново дърво. Малкият Мук изведнъж установява, че са му пораснали огромни уши и нос! Мук изпада в отчаяние, но скоро хапва смокини от друго дърво, и става чудо – на носа и ушите стават с нормални размери! Осъзнавайки, че така той може да отмъсти на коварния крал, Мук се предрешва и преобразява, завръща се в града, и продава магическите смокини на кралския готвач.
Резултатът надминава всички очаквания: по време на тържествената вечеря смокини яде не само кралят, но и принцовете и принцесите. И, разбира се, на всички им израснали огромни носове и уши. В двореца настава паника, от цялата страна идват лекари, но никой не може да се отърве от краля и семейството му от позорния вид. И тогава в двореца идва преоблечен Малкият Мук, който предлага да им помогне. Давайки на един от принцовете от другата вълшебна смокиня (от която той незабавно връща нормалния си вид!), Мук убеждава краля, че може да го спаси. Царят веднага го завежда в съкровищницата си и му предлага да вземе каквото му е удобно, но да се излекува. Обувайки вълшебните обувки, Мук маха фалшивата си брада, и се представя пред изумения крал в истинския си образ…
| „ | — Неверни царю – заговорил той, – който се отплащаш за вярната служба с неблагодарност, приеми изродения си образ като заслужено наказание! Нека ушите ти да ти напомнят всеки ден за Малкия Мук! | “ |

След това Малкият Мук нарежда на магически чехли да го пренесат в родния му град, където започва да живее мирно и щастливо.

## Адаптации
- Малкият Мук (1921) – немски филм-приказка на режисьор Уилям Прагер
- Малкият Мук (1938) – съветски анимационен филм-приказка на режисьор Олга Ходатаева
- Малкият Мук (1944) – немски филм-приказка на режисьор Франц Фидлер
- Малкият Мук (1953) – немски (ГДР) филм-приказка на режисьор Волфганг Стаудте
- Малкият Мук (1971) – австрийски филм-приказка на режисьор Ото Антон Едер
- Мук-бързоходец (1975) – съветски анимационен филм-приказка на режисьор Натан Лернер
- Приключенията на Малкия Мук (1983) – съветски филм-приказка на режисьор Елисавета Кимягарова